# دوميترو دراغومير
دوميترو دراغومير هو لاعب كرة قدم وسياسي روماني، ولد في 30 مايو 1946 في Bălcești ‏ في رومانيا. نشط حزبياً في Greater Romania Party ‏. وقد انتخب عضو مجلس النواب في رومانيا ‏ عن دائرة مقاطعة فالسيا (2004 – 22 ديسمبر 2008) وانتخب عضو مجلس النواب في رومانيا ‏ عن دائرة مقاطعة فالسيا (11 ديسمبر 2000 – 2004).